# Willy Spieler
Willy Spieler (* 6. August 1937 in Glarus; † 25. Februar 2016) war ein schweizerischer Religiöser Sozialist, Publizist und Politiker (SP).

## Leben
Willy Spieler wuchs in einem Arzthaushalt in Glarus auf. Später besuchte er die Stiftsschule Engelberg und danach die Kantonsschule Luzern, wo er die Matura ablegte. Danach studierte er Rechtswissenschaft und Philosophie an den Universitäten Zürich und Leuven. Sein Grossvater Ferdinand Spieler war Mitgründer der Katholisch-Konservativen Volkspartei im Kanton Glarus und erster Regierungsrat seiner Partei. Auch Spieler wirkte während seines Studiums im katholischen Schweizerischen Studentenverein, den er 1961/62 präsidierte. Mit der politischen Theologie des Zweiten Vatikanischen Konzils löste er sich vom bürgerlichen Katholizismus und trat 1965 der Sozialdemokratischen Partei der Schweiz bei. 1975/76 war er massgeblicher Gründer der befreiungstheologisch geprägten Christen für den Sozialismus in der Schweiz. Mit ihnen näherte er sich immer mehr dem Gedankengut des von Leonhard Ragaz begründeten religiösen Sozialismus an. Von 1977 bis 2007 leitete er die von Ragaz 1906 mitgegründete religiös-sozialistische Zeitschrift Neue Wege, in der er auch zahlreiche eigene Artikel publizierte. Unter seiner Leitung wurden die Neuen Wege zu einem weithin geachteten Forum für eine sozialethisch fundierte Politik. Von 1982 bis 1990 gehörte Spieler dem Gemeinderat von Küsnacht an, wo er Vorsteher des Fürsorge- und Vormundschaftswesens war. 1991 wurde er in den Zürcher Kantonsrat gewählt; ab 1996 bis zu seinem Rücktritt 2001 präsidierte er die sozialdemokratische Fraktion. Spieler war stark bei der Ausarbeitung des neuen Parteiprogramms der Sozialdemokratischen Partei engagiert, das 2010 verabschiedet wurde und das in seiner Betonung der Wirtschaftsdemokratie etliche Impulse von ihm aufnahm. Seine Partnerin war die Kinderpsychotherapeutin Yvonne Häberli (1941–2018).
Spieler verstarb im Februar 2016 78-jährig an Krebs.

## Veröffentlichungen (Auswahl)
- Kirche und Mitbestimmung. Der Beitrag der katholischen Soziallehre zur verfassungspolitischen Diskussion über die Mitbestimmung der Arbeitnehmer in der Schweiz. Hrsg. von der National-Kommission Justitia et Pax. Paulus-Druckerei, Fribourg 1976, OCLC 604444508
- Zeichen der Zeit. Wider den Strom – Analysen und Positionen. Edition Exodus, Fribourg 1991, ISBN 3-905575-62-0.
- mit Ruedi Brassel-Moser: Leonhard Ragaz, Eingriffe ins Zeitgeschehen, Reich Gottes und Politik. Edition Exodus, Luzern 1995.
- mit Stefan Howald und Ruedi Brassel-Moser: Für die Freiheit des Wortes. Neue Wege durch ein Jahrhundert im Spiegel der Zeitschrift des religiösen Sozialismus. Theologischer Verlag Zürich, Zürich 2009, ISBN 978-3-290-17415-6.
- Vorrang der Arbeit vor dem Kapital. In: Ruth Gurny, Ueli Tecklenburg (Hrsg.): Arbeit ohne Knechtschaft (Ein Denknetz-Buch aus der Edition 8). Edition 8, Zürich 2013, ISBN 978-3-85990-189-6, S. 18–35.